# Шпион (телесериал)
Шпион (англ. The Spy) — французский телесериал 2019 года режиссёра Гидеона Раффа, снятый для Netflix. В главной роли Саша Барон Коэн.

## Сюжет
Израильский разведчик Эли Коэн в 1960-е жил в Дамаске и, благодаря своему таланту, смог внедриться в близкие к правительству Сирии круги.
На протяжении нескольких лет он вёл активную и суперэффективную разведку в пользу Израиля, пока не был раскрыт в 1965 году. Был судим, приговорен к смертной казни и повешен в мае того же года.

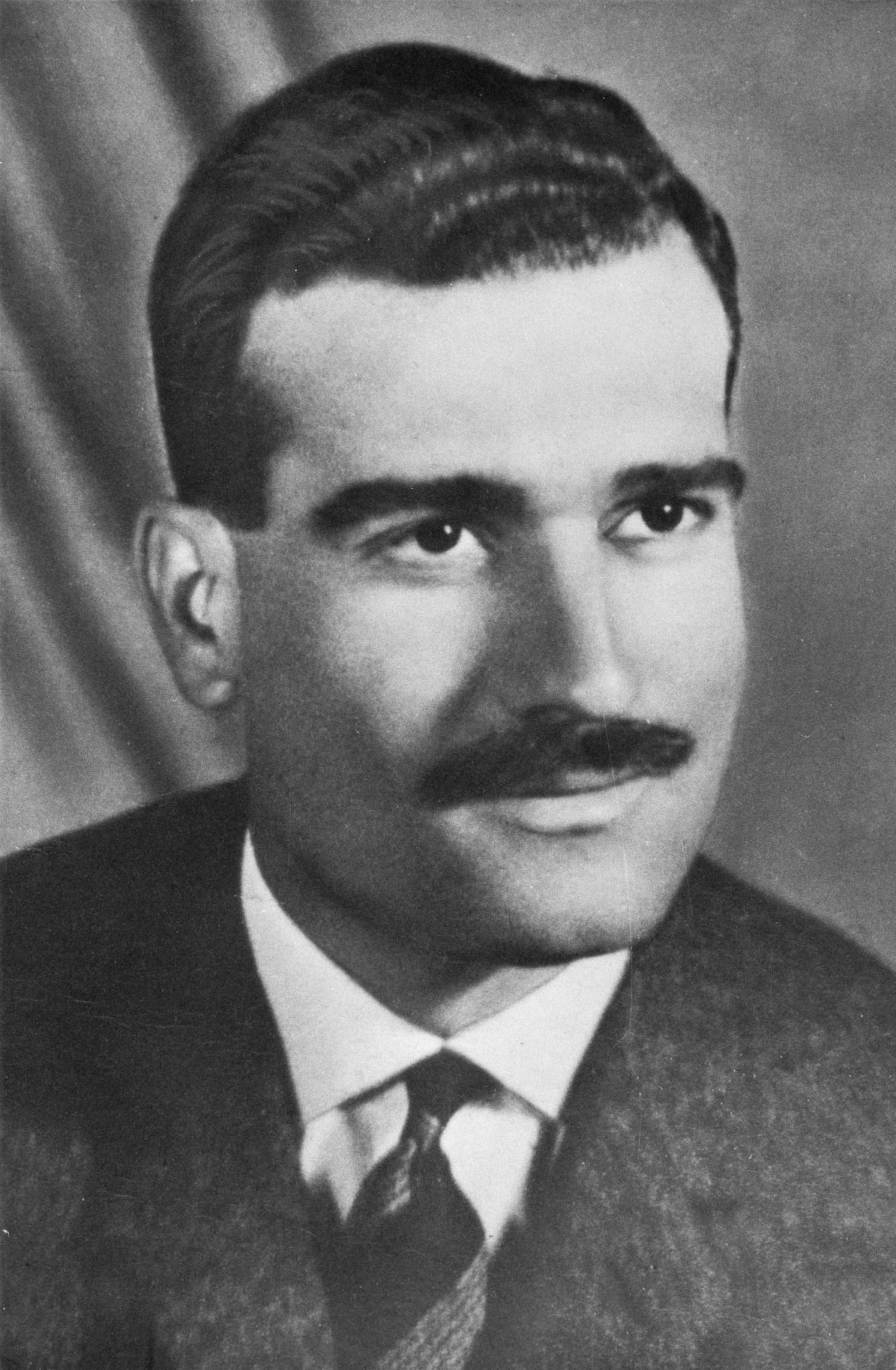
center|Эли Коэн

[[Файл:EliCohen.jpg|thumb|200 px|

## Список эпизодов
| № | Название                                                    | Режиссёр    | Автор сценария           | Дата премьеры   |
| --- | ----------------------------------------------------------- | ----------- | ------------------------ | --------------- |
| 1 | «Иммигрант» «The Immigrant»                                 | Гидеон Рафф | Гидеон Рафф              | 6 сентября 2019 |
| Элиаху Коэн, сотрудник универмага, завербован Моссадом для секретной миссии в Сирии. Он принимает личность Камеля Амина Таабета и начинает свое обучение. Жена Эли, Надя, начинает подозревать его, но в конечном итоге поддерживает его. Эли прибывает в Буэнос-Айрес и погружается в свою новую личность, выстраивая отношения в арабской общине. По мере эскалации напряженности между Израилем и Сирией миссия Эли становится все более неотложной. Он проходит наблюдение и тестирование, чтобы доказать свои способности. Несмотря на риски, Эли остается преданным своей миссии. |                                                             |             |                          |                 |
| 2 | «Что новенького, Буэнос-Айрес?» «What's New, Buenos Aires?» | Гидеон Рафф | Гидеон Рафф              | 6 сентября 2019 |
| В Аргентине, чтобы создать прикрытие, Коэн выдает себя за Камаля Амина Таабет, неженатого импортера-экспортера сирийского происхождения, и общается с сирийскими бизнесменами. В Буэнос-Айресе Коэна поддерживает Джулия, женщина-агент, которая достает Коэну приглашение на вечеринку в сирийском посольстве. Через местных сирийских контактов Коэн знакомится с высокопоставленным дипломатом и будущим потенциальным сирийским лидером, генералом Амином аль-Хафизом. Увидев секретные документы на столе генерала аль-Хафиза, Коэн инстинктивно врывается в офис, чтобы сфотографировать документы. Коэн и Джулия сражаются и убивают сирийского телохранителя, который следил за ним. Пелег сообщает Шимони, что Коэн слишком импульсивен и его следует отозвать, но Шимони нравятся положительные оперативные отчеты, и он отменяет распоряжение Пэлэга. Вопреки приказу отправиться в сирийское посольство, Коэн доставляет подарки генералу и его жене и получает необходимое рекомендательное письмо для въезда в Сирию. После того, как Надя рожает Софию, Эли возвращается в Израиль и выражает сомнения относительно продолжения операции.                                            |                                                             |             |                          |                 |
| 3 | «Один в Дамаске» «Alone in Damascus»                        | Гидеон Рафф | Гидеон Рафф              | 6 сентября 2019 |
| Коэн возобновляет операцию и получает шпионское оборудование от своих кураторов в Цюрихе. По пути в Сирию он знакомится с шейхом Маджидом аль-Ардом, который неосознанно помогает ему въехать в страну. Коэн находит квартиру недалеко от Второго бюро в Дамаске. Шимони и команда Моссада в восторге от того, что нашли агента в Дамаске, пока Коэн выстраивает свое деловое прикрытие. Используя свой импортно-экспортный бизнес в качестве прикрытия, он быстро начинает доставлять ценную информацию обратно в Израиль. Пелег обеспокоен возвращением Коэна живым, поскольку Пелег выражает сожаление по поводу звездного агента, которого он потерял в Иордании, у которого были похожие качества на Коэна. Коэн знакомится с Маази Захером ад-Дином, племянником главнокомандующего сирийской армией. Вернувшись в Израиль, Надя борется с одиночеством без Эли. |                                                             |             |                          |                 |
| 4 | «Странные пары» «The Odd Couples»                           | Гидеон Рафф | Гидеон Рафф и Макс Перри | 6 сентября 2019 |
| Коэн присоединяется к уличному митингу, чтобы отпраздновать победу Сирии над израильтянами на Голанских высотах, но позже Маази говорит ему, что объявление о победе было пропагандой, поскольку сирийцы потерпели поражение в своей собственной внезапной атаке. Коэн и Маази посещают сирийскую военную зону и встречаются с полковником Шарифом Хатумом, местным командиром сирийской обороны. Полковник Хатум проводит для Коэна экскурсию по скрытым подземным бункерам на Голанских высотах с видом на Тивериадское озеро. В Израиле Надя с трудом справляется с трудностями одинокой материнства. Коэн сближается с Маази, и Коэн знакомится с дядей Маази, генералом Ад-Дином. Услышав о готовящемся нападении, Коэн тайно посылает сообщение Армии обороны Израиля через фермера на границе, избегая при этом сирийских солдат. Пелег уделяет так много времени помощи Наде, что она начинает сомневаться в его мотивах. Вернувшись в Дамаск, Коэн отправляет информацию о сирийских военных возможностях в Израиль. Его доставляют в секретное место, где он встречается с Мишелем Афлаком, лидером движения Баас, и его предыдущим контактом из Аргентины, генералом Амином аль-Хафизом. |                                                             |             |                          |                 |
| 5 | «Рыбке нужна вода» «Fish Gotta Swim»                        | Гидеон Рафф | Гидеон Рафф и Макс Перри | 6 сентября 2019 |
| По поручению генерала аль-Хафиза Коэн приглашает генерала Ад-Дина на роскошную вечеринку в квартире Коэна, которая становится прикрытием для генерала аль-Хафиза, чтобы успешно провести кровавый переворот президента Назима аль-Кудси. После того, как генерал аль-Хафиз приходит к власти, Коэн посещает несколько общественных мероприятий с высокопоставленным сирийским руководством. Коэн передает фотографии Моссаду генерала аль-Хафиза, разговаривающего с Мохаммедом бен Ладеном. Следуя приказу Пелега, Коэн спрашивает Джорджа Сейфа, нового министра информации, о бен Ладене. Генерал аль-Хафиз организует разговор Коэна с бен Ладеном, который просит Коэна о помощи в контрабанде неуказанного оборудования в Сирию. Эли и Надя борются со своими отдельными жизнями. Суидани застает Коэна в кабинете Джорджа Сейфа и приводит его в кабинет генерала аль-Хафиза, где генерал аль-Хафиз просит Коэна стать заместителем министра обороны. |                                                             |             |                          |                 |
| 6 | «Дом» «Home»                                                | Гидеон Рафф | Гидеон Рафф и Макс Перри | 6 сентября 2019 |
| Надя разговаривает с официальным лицом в сирийском посольстве в Париже после поездки туда с Пелегом, чтобы умолять о жизни Коэна. Несколькими месяцами ранее Коэн совершает тайный визит домой и впервые встречается со своими детьми. Брат Эли Морис умоляет Эли уйти и остаться дома. Коэн борется с возвращением к гражданской жизни в Израиле, с тревогой от управления своей противоречивой двойственной личностью и с вероятностью того, что ему придется вернуться в Сирию на неопределенный срок. На встрече премьер-министра высокого уровня с Министерством обороны и Моссадом обсуждается план атаки на операцию по отводу воды в Сирии и обсуждаются преимущества наличия агента в качестве заместителя министра обороны. Вернувшись в Сирию, он принимает должность заместителя министра обороны, но с помощью советской контрразведки Суидани застает Коэна на месте отправки сообщений в Израиль. Несмотря на международные призывы к снисхождению, его публично казнят на площади Мардже. Текст в начале фильма предполагает, что разведданные Коэна помогли сократить Шестидневную войну в 1967 году.                                                                              |                                                             |             |                          |                 |

## Отзывы
Сериал получил в целом позитивную реакцию от критиков. На сайте-агрегаторе Rotten Tomatoes он имеет рейтинг 86 % на основании 43 критических отзывов.